# Lingdi
Lingdi (156 — 13 de maio de 189) foi o 12.º imperador da Dinastia Han Oriental, que reinou entre 168 e 189, foi trineto do imperador Zhangdi que reinou entre 75 e 88. Foi seguido no trono pelo imperador Xiandi de quem era irmão.